# Bajadasaurus pronuspinax
Bajadasaurus pronuspinax ("Lagarto de Bajada Colorada con espinas inclinadas hacia adelante") es la única especie conocida del género extinto Bajadasaurus de dinosaurio saurópodo dicreosáurido, que vivió hace aproximadamente 140 millones de años, a principios del período Cretácico en el Berriasiense, en lo que es hoy Sudamérica.

## Descripción
A pesar de lo pocos restos encontrados se ha podido estimar el tamaño gracias a la comparación de los elementos del cráneo que incluye la bóveda craneana y los huesos palatinos, el basicráneo y una mandíbula inferior casi completa, ampliando el conocimiento sobre la morfología del cráneo de este grupo. Los elementos del cráneo conservados, incluida la mandíbula inferior completa, permiten la primera inferencia confiable del tamaño y la forma de un cráneo de dicreosáurido. El tamaño completo se ha estimado en 12 metros de largo y 3 de altura y 4 toneladas de peso, lo cual es pequeño para un saurópodo, lo que podría explicar la necesidad de defensas para protegerse y disuadir a los depredadores.
El rasgo anatómico más notorio de B. pronuspinax lo constituyen las espinas neurales sumamente alargadas orientadas hacia adelante de las vértebras del cuello. Gallina et al. en 2019, sugirieron que estas estructuras pueden haber servido como un sistema de defensa pasivo contra los depredadores. Se han registrado con anterioridad espinas alargadas en las cervicales de otro dicreosáurido, Amargasaurus, excepto que en su caso estas se curvan hacia atrás.

### Cráneo
El cráneo incluye el techo del cráneo, la base del cerebro, partes del paladar y las mandíbulas, y es por lo tanto el más completo de un dicreosáurido conocido hasta la fecha. No se conservan partes de la sección media del cráneo. Su constitución general era delicada.
Se conservan todos los huesos que rodean la órbita, abertura del ojo, excepto el yugal, que habría formado el piso de la abertura. El lagrimal, que formaba el margen frontal de la órbita, tenía una cresta recta en su mitad superior que es similar a la de Dicraeosaurus. Estaba perforado por un pequeño foramen, a diferencia del foramen más grande visto en Dicraeosaurus. La esquina frontal superior de la órbita está formada por el prefrontal. La contribución del prefrontal a la órbita es, sin embargo, más pequeña que en Dicraeosaurus y Amargasaurus. El hueso también es más pequeño y menos robusto que en los últimos géneros.

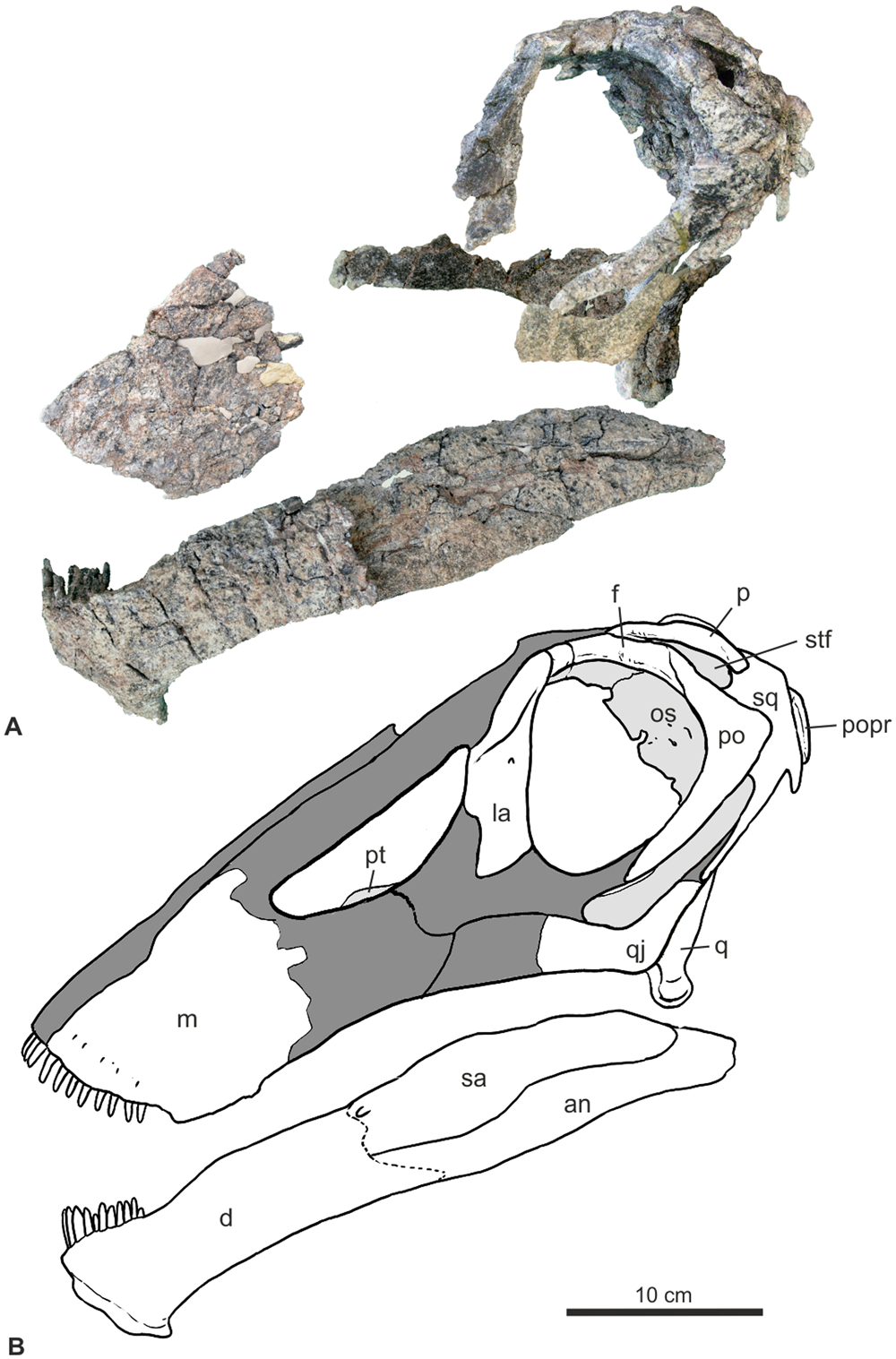
Cráneo

El borde superior de la órbita está formado por el frontal, que se fusiona con el parietal posterior; juntos, estos huesos forman la bóveda del cráneo. En la vista superior, el borde lateral del frontal tiene forma de S y se estrecha de atrás hacia adelante. Como resultado, la órbita es visible en la vista superior, a diferencia de los géneros relacionados, excepto en Lingwulong. En la parte posterior, el frontal también forma una pequeña parte de la fenestra supratemporal, una abertura importante en la parte trasera del techo del cráneo. El margen posterior de la órbita está formado por el postorbital. Como es típico en los dinosaurios, este hueso presenta un proceso que se extiende hacia atrás, el proceso posterior. En Bajadasaurus, Dicraeosaurus y Amargasaurus, este proceso es reducido e indistinto. El proceso de proyección descendente del escamoso, un hueso que forma la esquina superior trasera del cráneo, estaba bien desarrollado. Esto sugiere que se conectaba al cuadradoyugal en el borde posteroinferior del cráneo, aunque la articulación en sí no se conserva. Esta posible articulación está ausente en los diplodócidos , y no se ha documentado previamente en los dicreosáuridos. Detrás de la órbita y enmarcado por el escamoso, el postorbital, el cuadradoyugal y el yugal se encuentra la fenestra temporal lateral, otra abertura importante del cráneo. En Bajadasaurus, esta abertura es estrecha y orientada oblicuamente. El cuadradoyugal forma un ángulo obtuso que forma la esquina posterior inferior de la fenestra lateral temporal, diferente a la condición observada en los diplodócidos.
La base del cerebro está, en un cráneo completo, solo expuesta con su región occipital en la vista posterior. El hueso más alto de la región occipital es el supraoccipital, que en Bajadasaurus está completamente fusionado con el exoccipital-opistótico abajo y presenta una cresta nucal distinta y estrecha. Las fenestras posparietales, un par de aberturas entre la región parietal y la región occipital, se extienden medialmente, más hacia la línea media del cráneo, que es una autopomorfía de Bajadasaurus. El cóndilo occipital, que se articula con la primera vértebra del cuello, era más ancho que alto. Su superficie trasera no es más ancha que su cuello, diferente a Amargasaurus y Dicraeosaurus. El basifenoides, que formaba parte del piso de la base de cerebro, tenía un par de extensiones óseas gráciles, los procesos basipteriosgoides, que se extendían hacia adelante y hacia abajo para articularse con el pterigoideo del paladar, refuerza la base de frenos contra este último. Una autopomorfía del género, estos procesos fueron más largos y delgados que en Dicraeosaurus y Amargasaurus , siendo más de seis veces más largos que anchos. Los pterigoideos izquierdo y derecho, los únicos elementos conservados del paladar, cuentan con una cresta suave para recibir los procesos basipteriosgoides.
Los dientes estaban restringidos a las partes delanteras de las mandíbulas y tenían forma de lápiz, con sus coronas estrechas casi rectas o ligeramente curvadas hacia adentro. De la mandíbula superior, solo se conserva la sección frontal del maxilar izquierdo, el hueso más grande de la mandíbula superior. Preserva ocho alvéolos dentales, un conteo similar al de Suuwassea , pero menos que en Dicraeosaurus, que tenía 12 dientes en cada maxilar. Una hilera de dientes aparentemente completa de 24 dientes se encontró cerca, pero separada de, el maxilar izquierdo. Este recuento corresponde a los  dientes de la mandíbula inferior, donde los dientes todavía están anclados dentro de los dentarios izquierdo y derecho, los únicos huesos que tienen dientes de la mandíbula inferior. Bajadasaurus por lo tanto probablemente tenía 44 dientes en total. El dentario era delgado, similar a Suuwassea pero a diferencia del dentario profundo de Dicraeosaurus . En la vista superior, los dentarios no forman el hocico en forma de caja que se ve en los diplodócidos, sino que son más redondeados con una curvatura en forma de J, como es típico de los dicreosáuridos. La parte frontal del dentario tenía una "barbilla" con forma de gancho que se proyectaba hacia abajo, como se ve en otros flagelicaudados. El hueso angular de la parte posterior de la mandíbula inferior era muy alargado y más largo que el hueso surangular, a diferencia de los diplodócidos.

### Vértebras cervicales

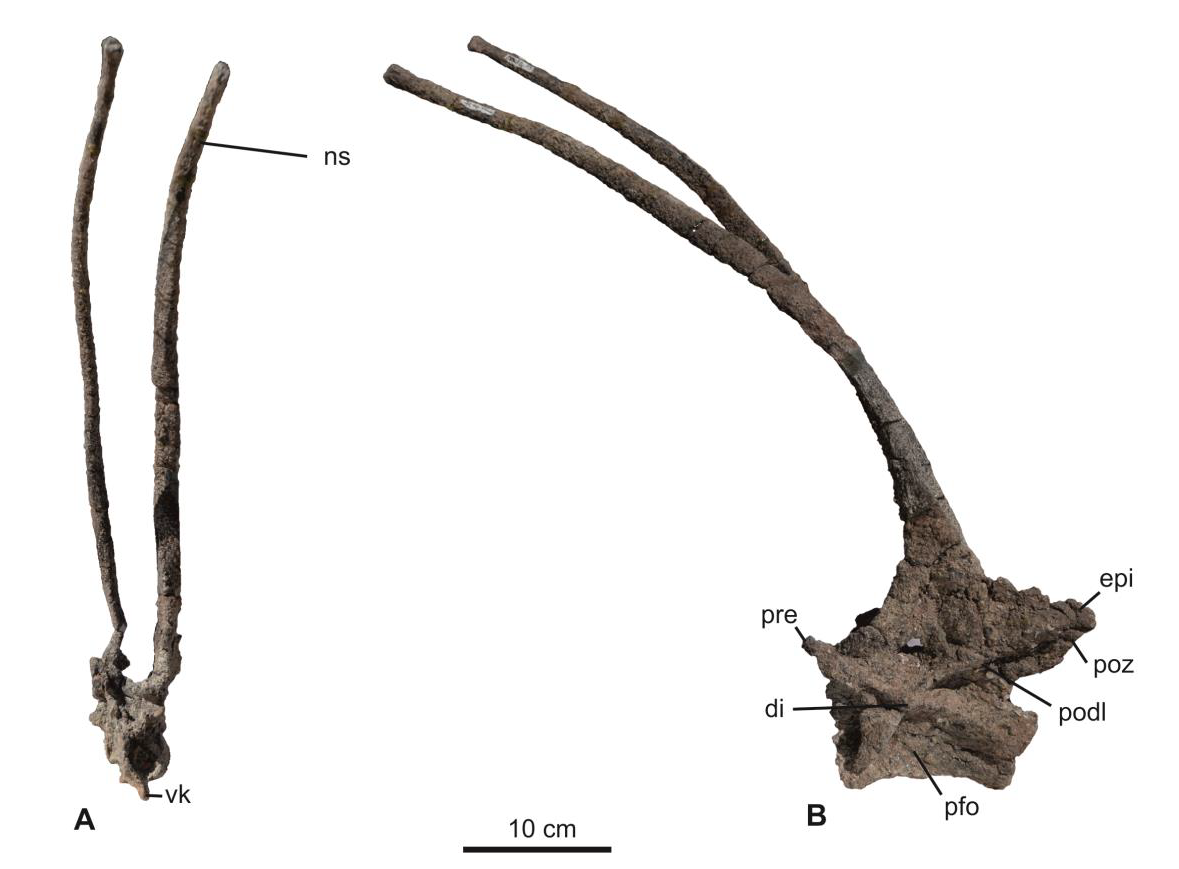
Quinta vértebra cervical con largas espinas neurales.

Ambos proatlas , huesos pequeños y triangulares ubicados entre la primera vértebra cervical y el cráneo, se conservaron en articulación con el cráneo. De la primera vértebra cervical, el atlas, solo los elementos superiores, las neuroapófisis del atlas, se conservan. Estas eran triangulares y parecidos a alas en Bajadasaurus. La segunda vértebra cervical, el axis, está casi completo. Como en Dicraeosaurus, es dos veces más alto que largo, mientras que su centro, o cuerpo vertebral, es dos veces más largo que alto. Las diapófisis, procesos de proyección lateral, eran pequeñas y se dirigían hacia atrás como en Suuwassea en lugar de hacia abajo como en Dicraeosaurus y Amargasaurus. La espina neural del eje es estrecha y no está bifurcada, se diferencia de otros saurópodos en su orientación vertical, una autopomorfia del género, triangular en sección transversal;y estrechándose hacia su ápice.
Solo se conoce una única vértebra del resto del cuello. Esta vértebra tiene la característica más prominente del género, una espina neural profundamente bifurcada y extremadamente alargada que hace que la vértebra sea cuatro veces más alta que larga. Este par de elementos en forma de varilla mide 58 centímetros de longitud y solo son comparables a los del cercano Amargasaurus. A diferencia de este último, la espina neural de Bajadasaurus está curvada hacia el frente. Su base era triangular y comprimida lateralmente, su sección transversal a lo largo de la mayor parte de su longitud era en forma de huevo. Sus puntas se ampliaron ligeramente, a diferencia de las puntas agudas en Amargasaurus . En Amargasaurus, las espinas muestran estrías en su superficie que indican que una vaina de cuerno estaba presente. Aunque no se pueden observar estriaciones similares en las espinas de Bajadasaurus debido a la mala conservación, Gallina y sus colegas en 2019 encontraron probable que también estuvieran cubiertos por una. Sin embargo, la posición exacta de la vértebra en el cuello no está clara. Su morfología es comparable a la quinta cervical de Dicraeosaurus, probablemente la sexta de Brachytrachelopan , y la séptima de Amargasaurus, basado en estas comparaciones, fue descrita tentativamente como la quinta cervical. El centro de esta vértebra es dos veces más largo que alto y se estrecha en una quilla longitudinal en su parte inferior, esta quilla era más ancha y cóncava en otros dicreosáuridos.

## Descubrimiento e investigación

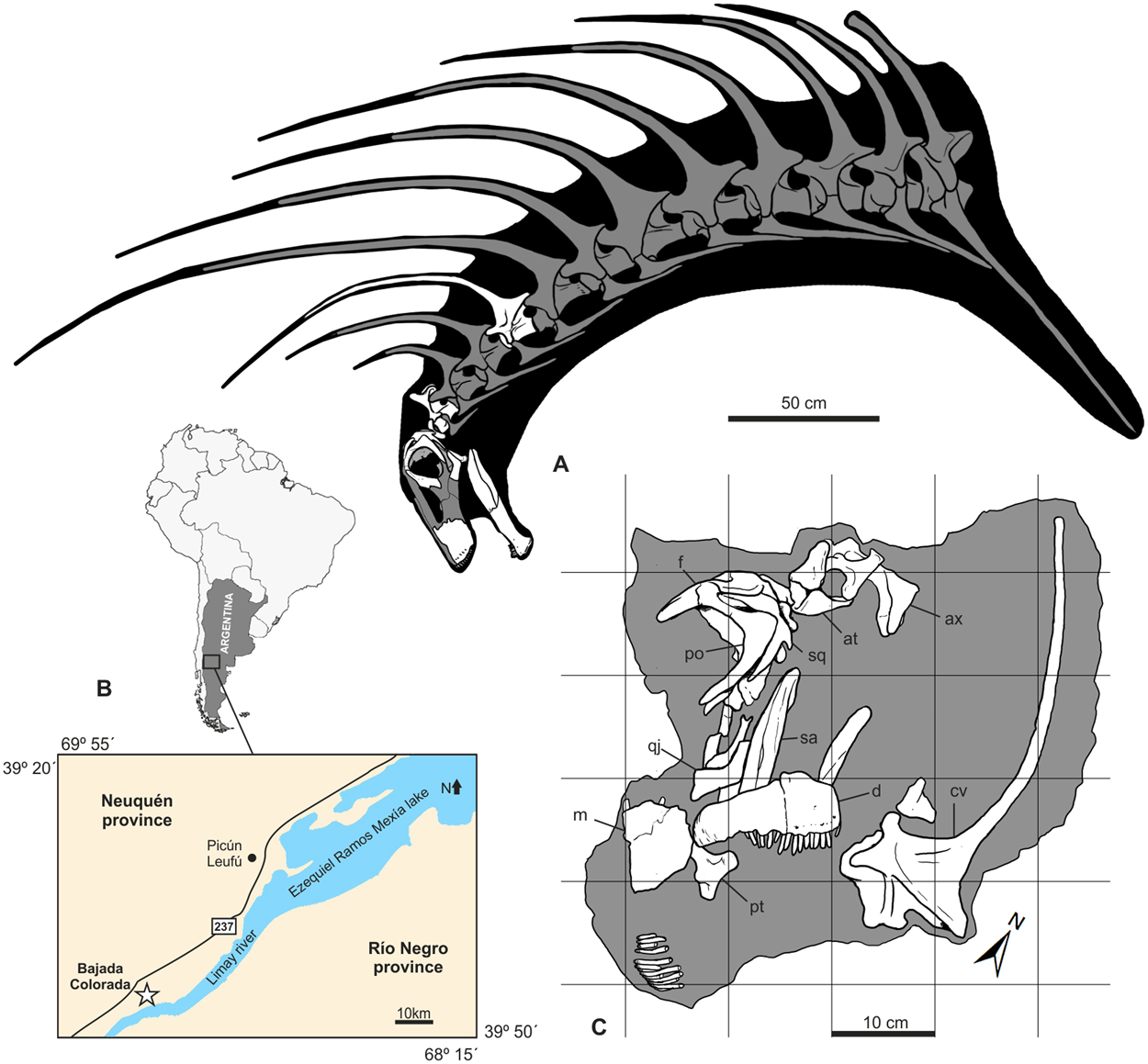
Reconstrucción del esqueleto (huesos preservados en blanco), localización y mapa del yacimiento.

Sus restos se han encontrado en rocas del Cretácico Inferior de la Patagonia, en Argentina.El nombre del género se deriva de la palabra en español "bajada" en referencia al yacimiento de Bajada Colorada combinada con el término en griego "saurus", por lagarto. El nombre de la especie se deriva del latín pronus, inclinado hacia adelante y la palabra griega spinax, espina, que se refiere a las apófisis neurales curvas en forma de espina orientadas hacia adelante de las vértebras cervicales.
El espécimen holotipo, MMCh-PV 75, consiste de un cráneo casi completo, ambos proatlas, las neuroapófisis del atlas, el axis, y una vértebra cervical que tentativamente se interpreta como la quinta, fue excavado en 2010 por paleontólogos del CONICET, la agencia científica del gobierno argentino. El sitio de descubrimiento, la localidad de Bajada Colorada, se encuentra a 40 kilómetros al sur de la ciudad de Picún Leufú, cerca de las orillas occidentales del río Limay, en la Patagonia. El espécimen, del cual inicialmente solo estaban expuestos algunos dientes, fue encontrado por el paleontólogo argentino Pablo Gallina. Los fósiles en esta área son abundantes pero a menudo frágiles. Por lo tanto, el espécimen no fue excavado hueso por hueso, sino como un solo bloque grande de roca y hueso envuelto en yeso. La preparación del bloqueo en el laboratorio reveló la mayor parte del cráneo, así como las dos primeras y probablemente la quinta vértebra de cuello de un nuevo género.del dinosaurio saurópodo. El sitio de descubrimiento es parte de la Formación Baja Colorada, una sucesión de areniscas y conglomerados fluviales en la Cuenca de Neuquén que se remonta a las etapas Berriasiense y Valanginiense del Cretácico Temprano. El espécimen es mantenido por el Museo Municipal Ernesto Bachmann en Villa El Chocón, provincia de Neuquén, con el número de ejemplar MMCh-PV 75.En 2019, el espécimen fue descrito formalmente como el holotipo de un nuevo género y especie, Bajadasaurus pronuspinax, por Gallina y sus colegas.

## Clasificación
En su análisis filogenético, Gallina y sus colegas de 2019 recuperaron Bajadasaurus como miembro intermedio de Dicraeosauridae, más derivado que Suuwassea y Lingwulong, pero menos que Pilmatueia, Amargasaurus, Dicraeosaurus y Brachytrachelopan. Bajadasaurus se encuentra bien anidado dentro de la familia Dicraeosauridae, compartiendo seis sinapomorfias con todos los dicraeosáuridos, más cinco sinapomorfías compartidas con Lingwulong, Pilmatueia, Brachytrachelopan, Dicraeosaurus y Amargasaurus, los géneros más avanzados. En el análisis se determinó que es el taxón hermano de un clado que consiste en Pilmatueia, más un grupo derivado no resuelto que incluye a Amargasaurus, Brachytrachelopan y Dicraeosaurus.

### Filogenia
|  | Pilmatueia                                                                                         |
|  | |
|  | \| \| Amargasaurus \| \| \| \| \| \| Dicraeosaurus \| \| \| \| \| \| Brachytrachelopan \| \| \| \| |
|  | |
|  | Amargasaurus                                                                                       |
|  | |
|  | Dicraeosaurus                                                                                      |
|  | |
|  | Brachytrachelopan                                                                                  |
|  | |

|  | Amargasaurus      |
|  |                   |
|  | Dicraeosaurus     |
|  |                   |
|  | Brachytrachelopan |
|  |                   |

|  | Pilmatueia                                                                                         |
|  | |
|  | \| \| Amargasaurus \| \| \| \| \| \| Dicraeosaurus \| \| \| \| \| \| Brachytrachelopan \| \| \| \| |
|  | |
|  | Amargasaurus                                                                                       |
|  | |
|  | Dicraeosaurus                                                                                      |
|  | |
|  | Brachytrachelopan                                                                                  |
|  | |

|  | Amargasaurus      |
|  |                   |
|  | Dicraeosaurus     |
|  |                   |
|  | Brachytrachelopan |
|  |                   |

|  | Pilmatueia                                                                                         |
|  | |
|  | \| \| Amargasaurus \| \| \| \| \| \| Dicraeosaurus \| \| \| \| \| \| Brachytrachelopan \| \| \| \| |
|  | |
|  | Amargasaurus                                                                                       |
|  | |
|  | Dicraeosaurus                                                                                      |
|  | |
|  | Brachytrachelopan                                                                                  |
|  | |

|  | Amargasaurus      |
|  |                   |
|  | Dicraeosaurus     |
|  |                   |
|  | Brachytrachelopan |
|  |                   |

|  | Pilmatueia                                                                                         |
|  | |
|  | \| \| Amargasaurus \| \| \| \| \| \| Dicraeosaurus \| \| \| \| \| \| Brachytrachelopan \| \| \| \| |
|  | |
|  | Amargasaurus                                                                                       |
|  | |
|  | Dicraeosaurus                                                                                      |
|  | |
|  | Brachytrachelopan                                                                                  |
|  | |

|  | Amargasaurus      |
|  |                   |
|  | Dicraeosaurus     |
|  |                   |
|  | Brachytrachelopan |
|  |                   |

|  | Pilmatueia                                                                                         |
|  | |
|  | \| \| Amargasaurus \| \| \| \| \| \| Dicraeosaurus \| \| \| \| \| \| Brachytrachelopan \| \| \| \| |
|  | |
|  | Amargasaurus                                                                                       |
|  | |
|  | Dicraeosaurus                                                                                      |
|  | |
|  | Brachytrachelopan                                                                                  |
|  | |

|  | Amargasaurus      |
|  |                   |
|  | Dicraeosaurus     |
|  |                   |
|  | Brachytrachelopan |
|  |                   |

|  | Pilmatueia                                                                                         |
|  | |
|  | \| \| Amargasaurus \| \| \| \| \| \| Dicraeosaurus \| \| \| \| \| \| Brachytrachelopan \| \| \| \| |
|  | |
|  | Amargasaurus                                                                                       |
|  | |
|  | Dicraeosaurus                                                                                      |
|  | |
|  | Brachytrachelopan                                                                                  |
|  | |

|  | Amargasaurus      |
|  |                   |
|  | Dicraeosaurus     |
|  |                   |
|  | Brachytrachelopan |
|  |                   |

|  | Pilmatueia                                                                                         |
|  | |
|  | \| \| Amargasaurus \| \| \| \| \| \| Dicraeosaurus \| \| \| \| \| \| Brachytrachelopan \| \| \| \| |
|  | |
|  | Amargasaurus                                                                                       |
|  | |
|  | Dicraeosaurus                                                                                      |
|  | |
|  | Brachytrachelopan                                                                                  |
|  | |

|  | Amargasaurus      |
|  |                   |
|  | Dicraeosaurus     |
|  |                   |
|  | Brachytrachelopan |
|  |                   |

|  | Pilmatueia                                                                                         |
|  | |
|  | \| \| Amargasaurus \| \| \| \| \| \| Dicraeosaurus \| \| \| \| \| \| Brachytrachelopan \| \| \| \| |
|  | |
|  | Amargasaurus                                                                                       |
|  | |
|  | Dicraeosaurus                                                                                      |
|  | |
|  | Brachytrachelopan                                                                                  |
|  | |

|  | Amargasaurus      |
|  |                   |
|  | Dicraeosaurus     |
|  |                   |
|  | Brachytrachelopan |
|  |                   |

## Paleobiología

### Función de espinas neurales
Las espinas neurales alargadas y profundamente bifurcadas son comunes en los dicreosáuridos. En Dicraeosaurus y Brachytrachelopan, están inclinados hacia el frente pero son mucho más cortas que en Bajadasaurus. Las espinas se desarrollan en un grado similar en Amargasaurus, aunque en este se encuentran dirigidas hacia atrás. Las espinas extremadamente alargadas en Amargasaurus llevaron a muchas especulaciones sobre su posible aspecto y función en vida. Según la hipótesis de autores independientes, podrían haber apoyado una vela o cuernos córneos, y se podrían haber utilizado para exhibición, defensa o termorregulación. Daniela Schwarz y sus colegas, en 2007, encontraron que las espinas neurales bifurcadas de los dicreosáuridos encerraban un saco de aire, el llamado divertículo supravertebral, que estaba conectado a los pulmones. En Dicraeosaurus, este saco de aire habría ocupado todo el espacio entre las espinas, mientras que se habría restringido al tercio inferior de las espinas en Amargasaurus. Los dos tercios superiores probablemente habrían estado cubiertos por una vaina córnea, como lo indican las estrías longitudinales en su superficie.
Gallina y sus colegas, en 2019, consideraron que esta es la interpretación más razonable que también se puede aplicar a Bajadasaurus. Estos investigadores argumentaron además que el cuerno es más resistente a las fracturas relacionadas con el impacto que los huesos, y que una vaina córnea habría protegido las delicadas espinas del daño. La fractura de las espinas podría haber sido una amenaza crítica, ya que las bases de las espinas cubrían el cordón espinal. La protección de la vaina se habría mejorado aún más si se hubiera extendido más allá de su núcleo óseo. Schwarz y sus colegas reconstruyeron a Amargasaurus con vainas córneas que no llegaron más allá de su núcleo óseo. Lo mismo es cierto para la mayoría de los reptiles modernos. En algunos artiodáctilos modernos sin embargo, la vaina córnea puede ser el doble de la longitud del núcleo cuerno, y el exquisitamente conservado anquilosáurido Borealopelta se encontró con envolturas córneas que se extendían de la longitud de sus espinas en un 25%, lo que demuestra que las extensiones córneas sustancialmente largas pueden ocurrir en otros dinosaurios también. Gallina y sus colegas sugirieron que las espinas de Amargasaurus y Bajadasaurus podrían haber sido un 50% más largas que lo indicado por su núcleo óseo. Su flexión habría aumentado aún más su resistencia, como es el caso de las ovejas de borrego cimarrón moderno.

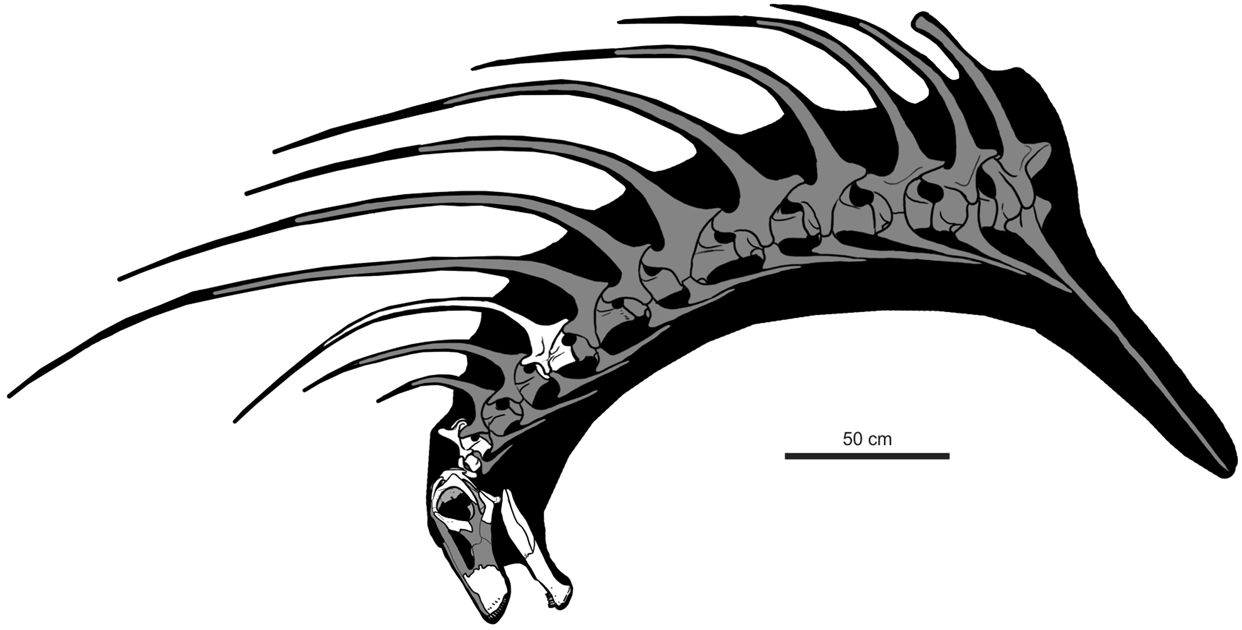
Reconstrucción esquelética, con los elementos conocidos en blanco, el número total de vértebras del cuello y la longitud de las espinas se basa en Amargasaurus.

Gallina y sus colegas especularon además que las espinas en Amargasaurus y Bajadasaurus podrían haber sido utilizadas para la defensa. Debido a su inclinación hacia delante, la espina neural bifurcada de la supuesta vértebra del quinto cuello habría llegado más allá de la cabeza, actuando como lo que se comparó con una cerca para disuadir a los depredadores. Se han postulado picos similares e incluso más grandes se postularon para las siguientes vértebras del cuello. Los daños moderados darían lugar a la ruptura de las puntas córneas, dejando intacta la columna ósea.

### Sentidos
La orientación de los canales semicirculares en el relacionado Amargasaurus  indica que la cabeza se sostenía habitualmente con el hocico hacia abajo. [6] Suponiendo una orientación de cabeza similar en Bajadasaurus, Gallina y sus colegas en 2019 plantearon la hipótesis de que la exposición de las aberturas de los ojos en la vista superior podría haber permitido al animal mirar hacia adelante mientras se alimentaba, mientras que la vista de la mayoría de los otros saurópodos se limita a los lados. Estos investigadores además especularon que esta característica podría incluso haber permitido la visión estereoscópica.

## Paleoecología
Bajadasaurus fue recuperado de la Formación Bajada Colorada. Esta formación se encuentra en la Cuenca Neuquina de Argentina y pertenece al Grupo Mendoza. La formación se compone de areniscas de grano fino a medio rojas y verde-marrón, con bandas prominentes de arcillas rojizas y limolitas de color marrón claro. Hay presencia de paleosuelos. La Formación Bajada Colorada representa un ecosistema fluvial y deltaico, y conserva algunos fósiles de reptiles terrestres. Entre ellos se encuentran el saurópodo Leinkupal laticauda, y varios terópodos, incluidos a tetanuranos basales, además de restos posiblemente pertenecientes a Abelisauroidea y Deinonychosauria.